# Ausbesserungswerk Paderborn-Nord

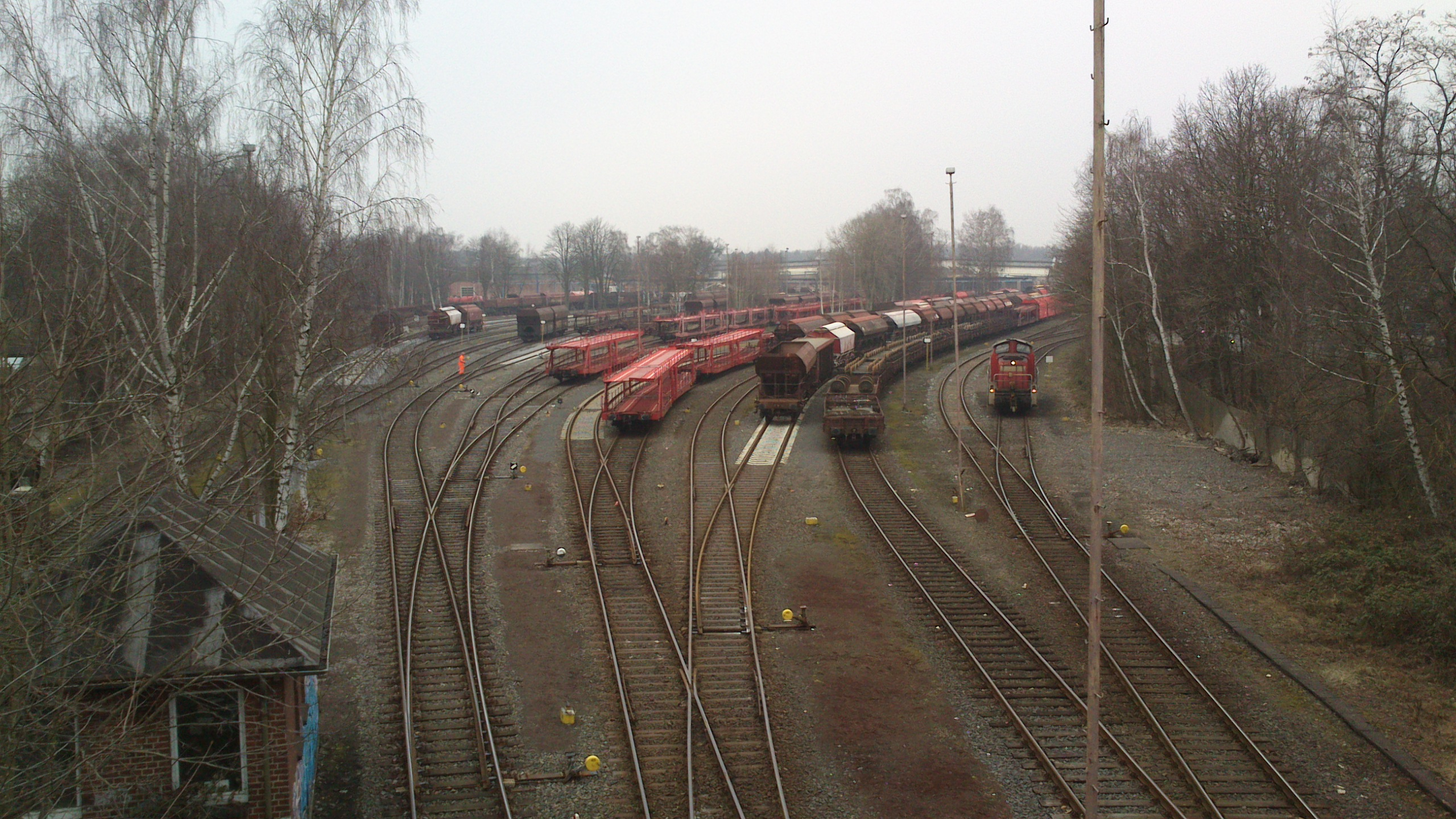
Vorfeld des Ausbesserungswerks Paderborn-Nord

Das Ausbesserungswerk Paderborn-Nord besteht seit 1913 und ist heute Sitz des zentralen Vertriebs für Güterwagen der Deutschen Bahn.

## Geschichte
Zu Beginn des 20. Jahrhunderts bewarben sich die Städte Paderborn, Lippstadt und Soest um die Standortvergabe eines neuen Ausbesserungswerks der Preußisch-Hessischen Staatsbahn. In Erwartung der entstehenden Arbeitsplätze und einer Steigerung des Schienenverkehrs waren alle drei Städte bereit, der Bahn die benötigten Grundstücke kostenlos zur Verfügung zu stellen.
Als Vorleistung nahm dazu die Stadt Paderborn im Jahr 1907 ein Darlehen zum Kauf von 19 Hektar Land sowie den Bau der benötigten Infrastruktur auf. Dies – und nicht zuletzt auch der Einfluss des aus Paderborn stammenden Ministerialdirektors Hermann Kirchhoff – führte 1910 dazu, dass sich die Regierung in Berlin auf den Standort Paderborn festlegte.
Am Bahnhof Paderborn Nord wurde schließlich am 10. Juli 1913 die Königliche Haupt-Wagenwerkstätte für Güterwagen der KED Kassel mit einer Belegschaft von rund 550 Mann eröffnet.
Später übernahm die Deutsche Reichsbahn die KED.
Im März 1945 waren unter anderem das Werk und ein benachbarter Bahnhof das Ziel von Luftangriffen.
1958 wurde das Ausbesserungswerk Paderborn Hbf dem Ausbesserungswerk Paderborn-Nord angeschlossen und schließlich am 31. Juli 1960 endgültig aufgelöst. Die Mitarbeiter fanden in Paderborn-Nord weiterhin Arbeit, damals waren dort fast 2000 Menschen beschäftigt. 2002 wurde das Werk zum zentralen Vertriebssitz für Güterwagen erhoben und ist ein Werk der DB Fahrzeuginstandhaltung.